# Luis Muñoz Grau
Luis Muñoz Grau (Sabadell, Barcelona, 10 de noviembre de 1935 
-Ib., 4 de febrero de 2022) fue un futbolista español que se desempeñaba como centrocampista.

## Clubes
| Club                         | País   | Año       |
| ---------------------------- | ------ | --------- |
| R. C. D. Español             | España | 1956-1964 |
| R. C. Deportivo de La Coruña | España | 1964-1965 |
| C. E. Sabadell F. C.         | España | 1965-1970 |